# Gabriel Silnicki
Gabriel Silnicki herbu Jelita (zm. w 1681 roku) – wicemarszałek Trybunału Głównego Koronnego w 1669 roku, kasztelan kamieniecki w latach 1676–1681, kasztelan  czernihowski w latach 1670–1676, stolnik podolski w 1666 roku, łowczy lwowski w latach 1659–1666, miecznik bracławski w 1659 roku, członek konfederacji tyszowieckiej 1655 roku, starosta niegrodowy buczniowski (bucniowski), pułkownik Jego Królewskiej Mości w 1669 roku.
Poseł sejmiku halickiego na sejm 1661 roku, sejm nadzwyczajny 1668 roku, poseł sejmiku kamienieckiego na pierwszy sejm 1666 roku.
Był elektorem Michała Korybuta Wiśniowieckiego z województwa podolskiego w 1669 roku. Jako jeden z pełnomocników króla Polski Michała Korybuta Wiśniowieckiego wraz z kasztelanem wołyńskim Janem Franciszkiem Lubowickim i podskarbim nadwopnym koronnym Janem Szumowskim zawarł traktat pokojowy, podpisany 18 października 1672 w Buczaczu pomiędzy Imperium Osmańskim i Rzecząpospolitą, nieratyfikowany przez polski Sejm walny.
Dziedzic, m.in., Stratynia.